# Ziggurat d'Ur
Pour un article plus général, voir Ur (Mésopotamie).
La ziggurat d'Ur ou Grande Ziggurat d'Ur (en sumérien : é-temen-ní-gùru "Etemenniguru", signifiant quelque chose comme « Maison/Temple chargé(e) de splendeur » ou « qui suscite la crainte ») est une ziggurat érigée sous la troisième dynastie d'Ur dans la ville d'Ur près de Nassiriya, dans l'actuelle province de Dhi Qar, en Irak. Construite au début du XXIe siècle av. J.-C., elle est restaurée par le roi Nabonide de l'empire néo-babylonien au VIe siècle av. J.-C.
Ses vestiges sont fouillés dans les années 1920 et 1930 par Leonard Woolley. Sous Saddam Hussein, dans les années 1980, la façade et l'escalier sont partiellement reconstitués. La ziggurat d'Ur est la mieux conservée de celles connues de Mésopotamie, avec la ziggurat de Dur Untash (Chogha Zanbil). C'est l'une des trois structures les mieux conservées de la ville d'Ur, avec le mausolée royal et le palais d'Ur-Nammu (l'E-hursag).

## Ziggurat sumérienne

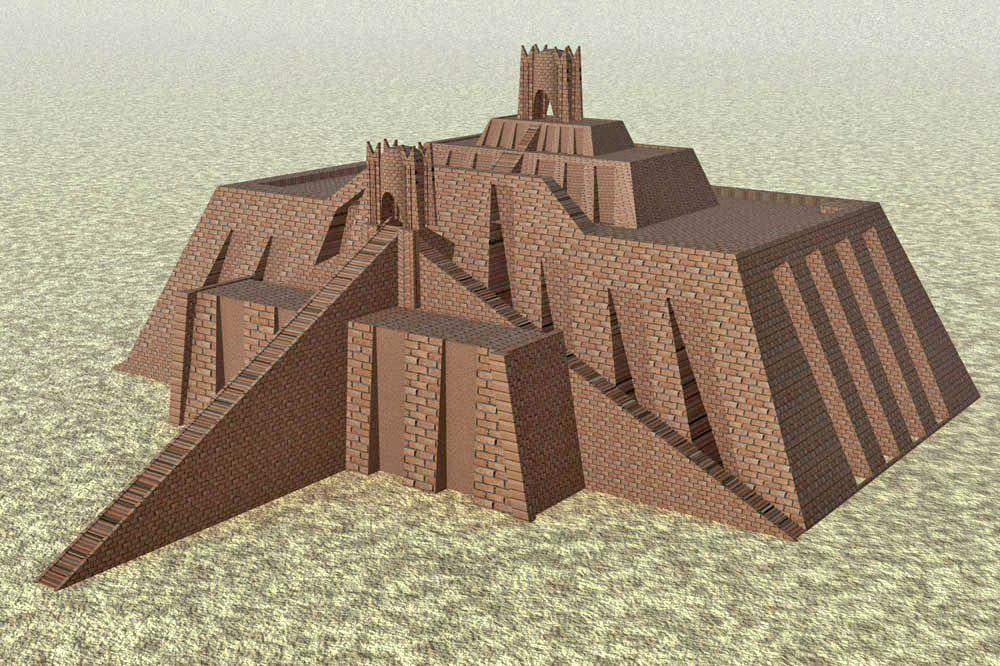
Reconstitution de la Ziggurat d'Ur-Nammu, basée sur le plan de 1939 par Woolley (vol. V, fig. 1.4).

La ziggurat est construite par le roi Ur-Namma, qui la dédie en l'honneur de Nanna/Sîn vers le XXIe siècle av. J.-C. pendant la troisième dynastie d'Ur. Cette sorte de pyramide à degrés massive dont la base est un rectangle de 62,50 × 43 mètres, dont le premier étage, haut de 11 mètres, est conservé, ainsi qu'une partie du second étage. La hauteur totale est inconnue, car seules les fondations de la ziggurat sumérienne ont survécu. Selon son fouilleur L. Woolley elle comprenait trois étages, et une chapelle sur le plus élevé. H. Schmid, qui a conduit une relecture critique de la reconstitution de Woolley, estime que le temple était érigé directement sur la seconde terrasse, et que de ce fait il était plus vaste que ce que propose l'archéologue britannique.
La ziggurat fait partie d'un complexe de temples qui sert de centre administratif pour la ville et qui est un sanctuaire du dieu de la lune Sîn, la divinité patronne d'Ur.
La construction de la ziggurat est achevée au XXIe siècle av. J.-C. par le roi Shulgi. Au cours de son règne de 48 ans, la ville d'Ur devient la capitale d'un État contrôlant une grande partie de la Mésopotamie. De nombreuses ziggurats sont faites en empilant des briques d'argile.

## Restauration néo-babylonienne
Le roi Nabonide, dernier roi de l'Empire néo-babylonien au VIe siècle av. J.-C., fait restaurer le monument en sept étages au lieu de trois.

## Fouilles et préservation

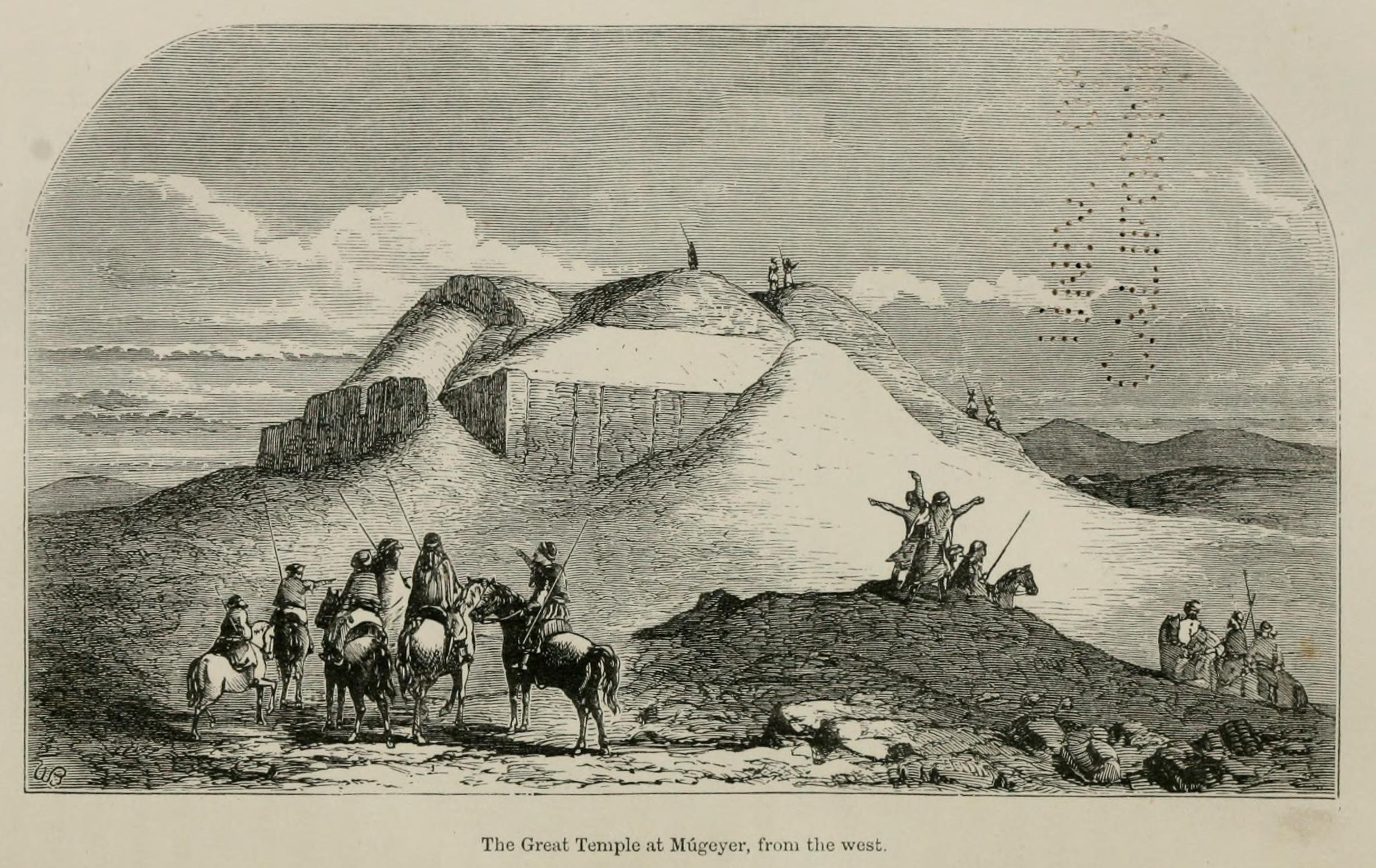
Esquisse de William Loftus de sa découverte de la Ziggurat.

Les restes de la Ziggurat sont redécouverts par William Loftus en 1850. Les premières fouilles sur le site sont menées par John George Taylor dans les années 1850, conduisant à l'identification du site comme Ur. Après la Première Guerre mondiale, des fouilles préliminaires sont effectuées par Reginald Campbell Thompson et Henry Hall. Le site est largement fouillé dans les années 1920 par Leonard Woolley pour le compte du musée de l'université de Pennsylvanie et du British Museum entre 1922 et 1934.
Les vestiges de la ziggurat consistent en une masse solide à trois couches de briques crues recouvertes de briques cuites enrobées de bitume. La couche la plus basse correspond à la construction originelle d'Ur-Nammu, tandis que les deux couches supérieures font partie des restaurations néo-babyloniennes. La façade du niveau le plus bas et l'escalier monumental sont reconstruits sur ordre de Saddam Hussein.
La ziggurat est endommagée lors de la guerre du Golfe en 1991 par des tirs d'armes légères et la structure est secouée par des explosions. Quatre cratères de bombes sont visibles à proximité et les murs de la ziggurat sont criblés de plus de 400 impacts de balles.
Depuis 2008, le site est sous la supervision du conservateur Dief Mohssein Naiif al-Gizzy.

## Galerie

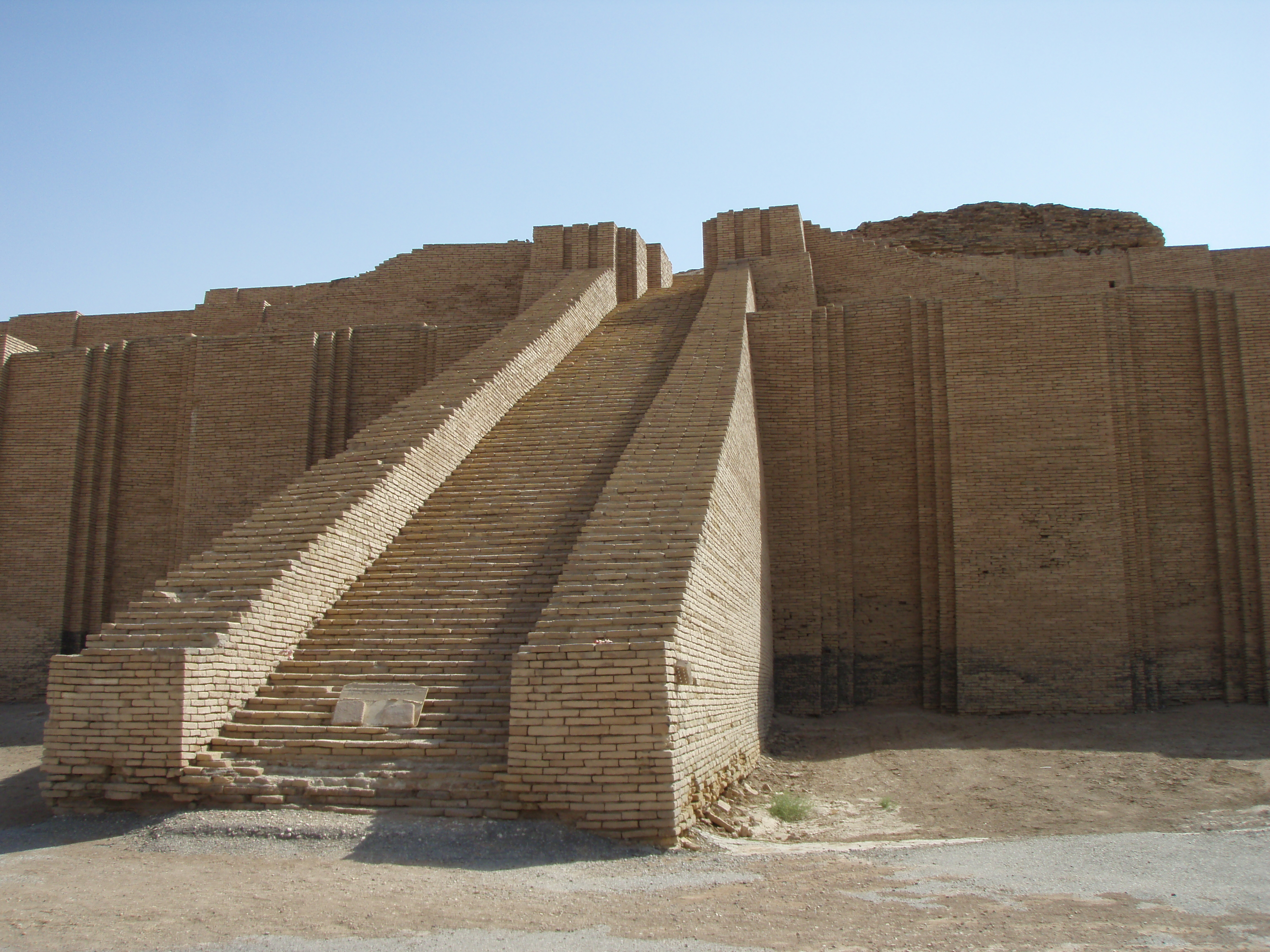
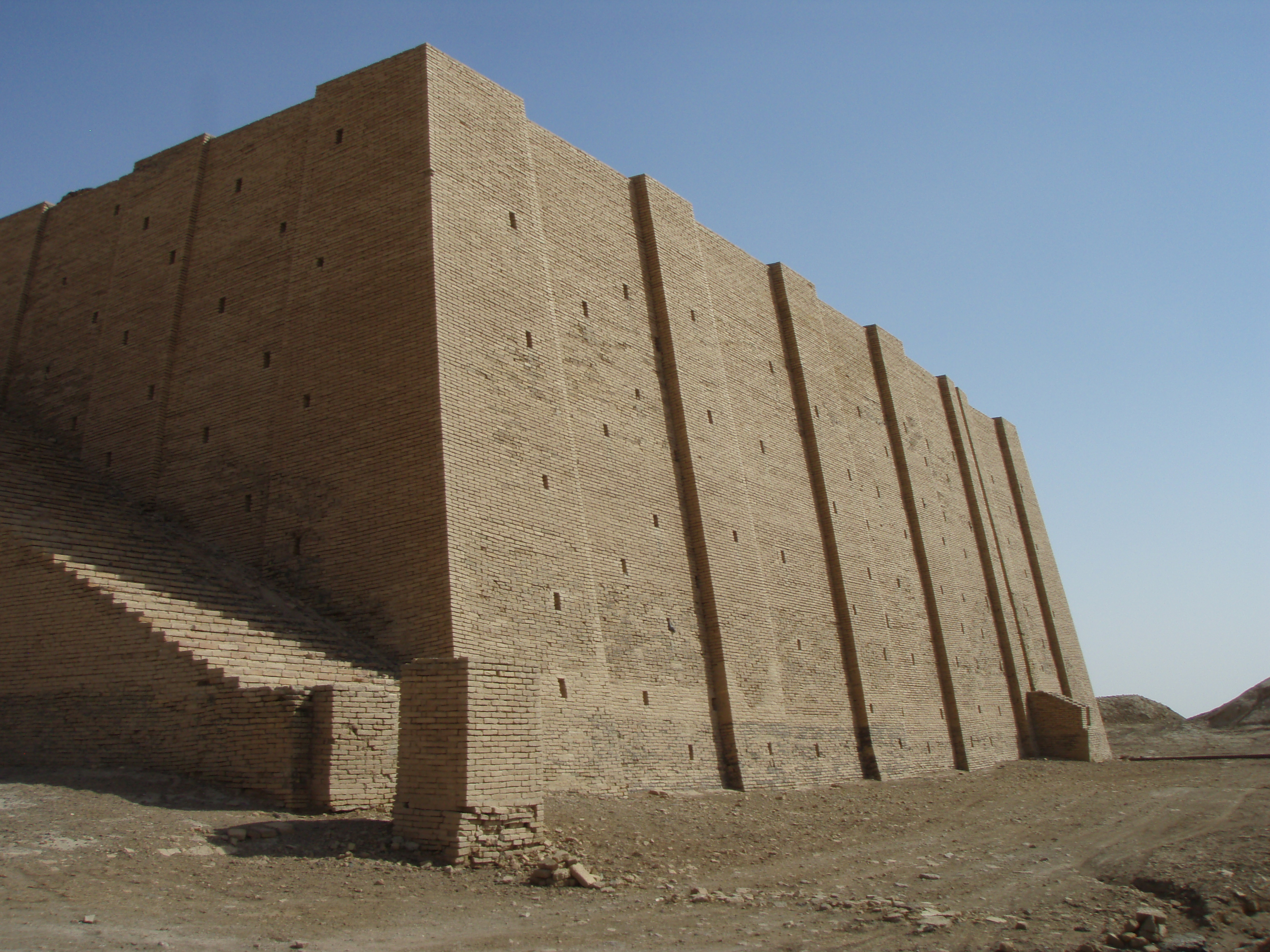
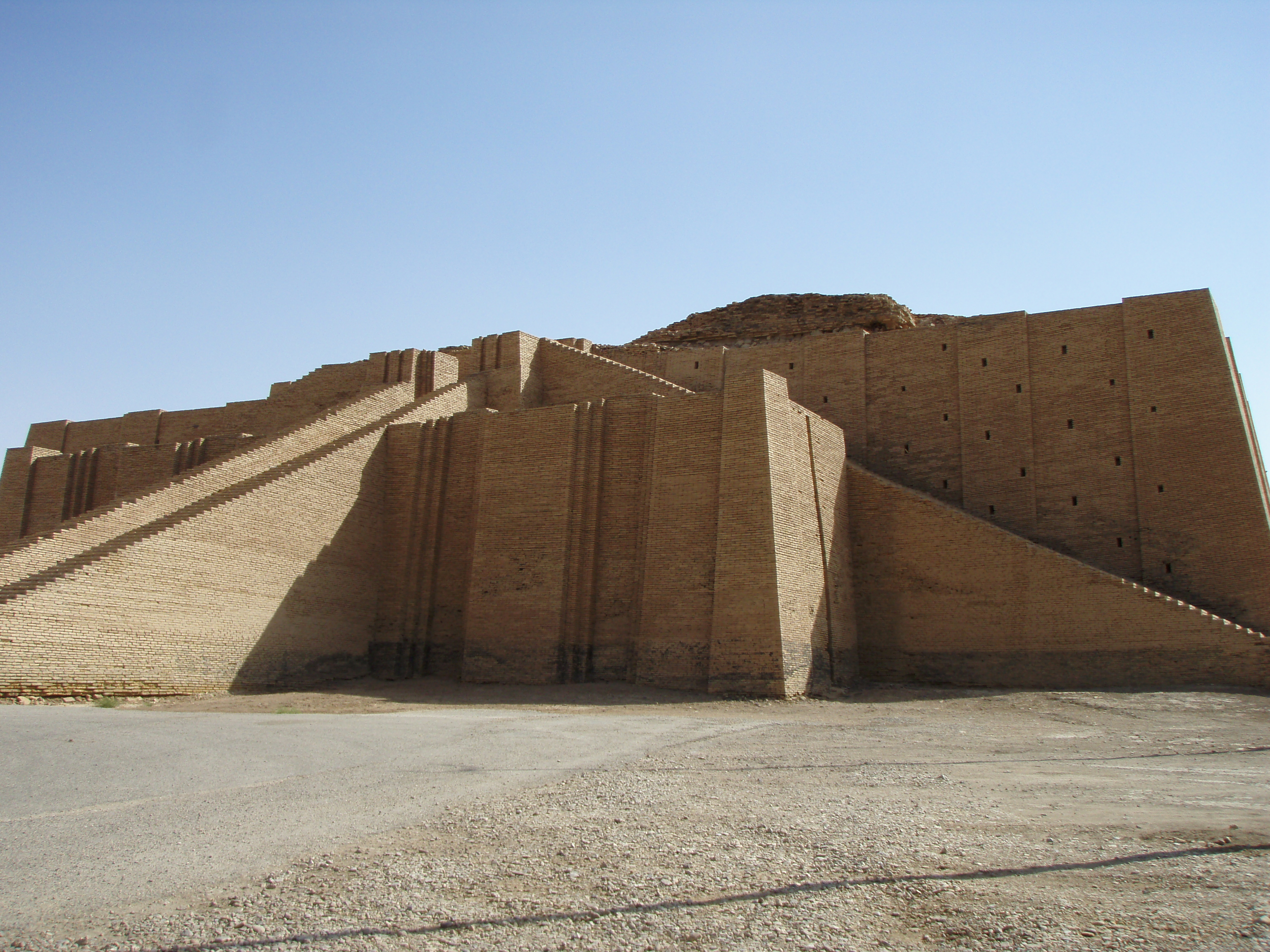
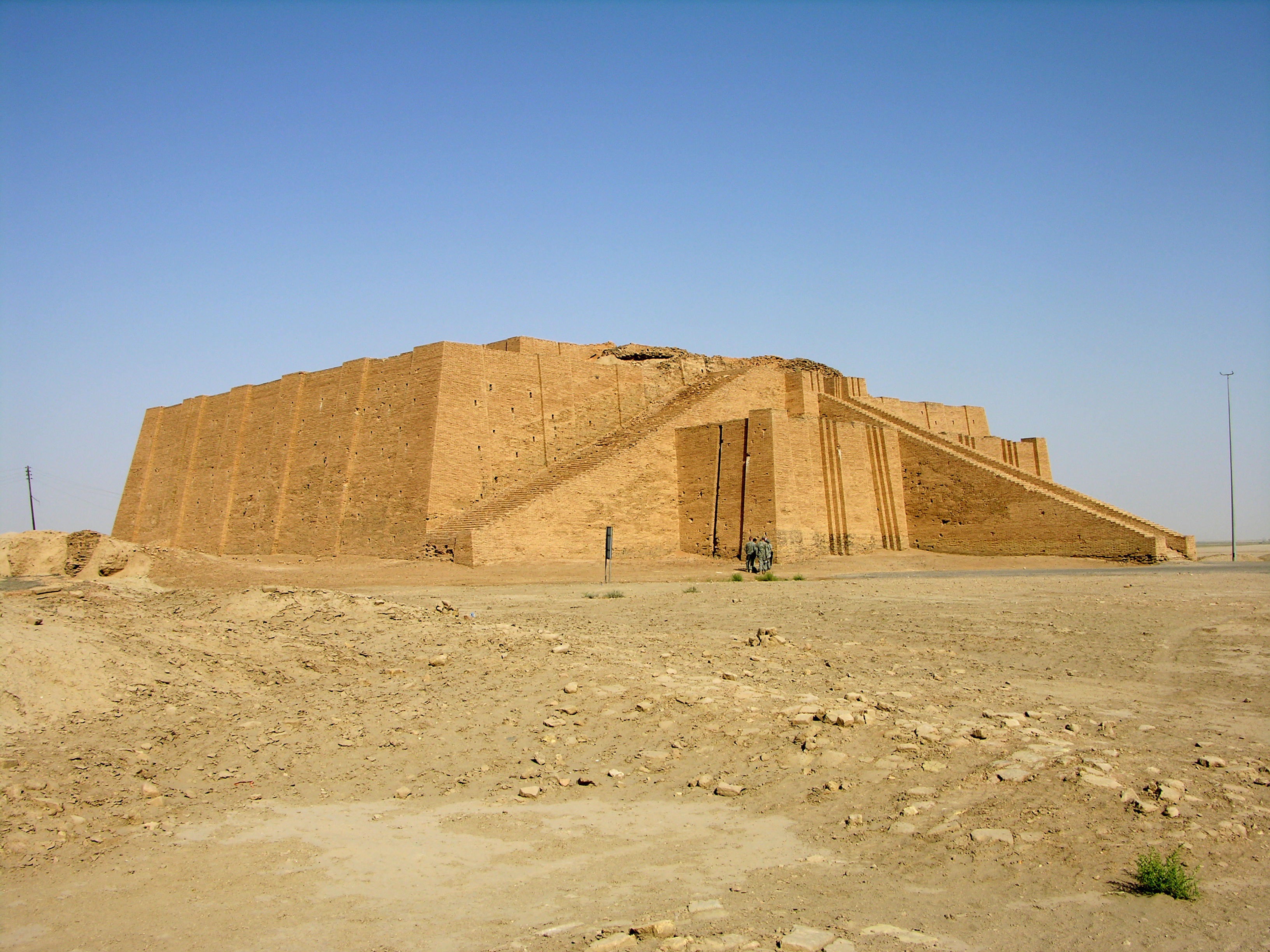
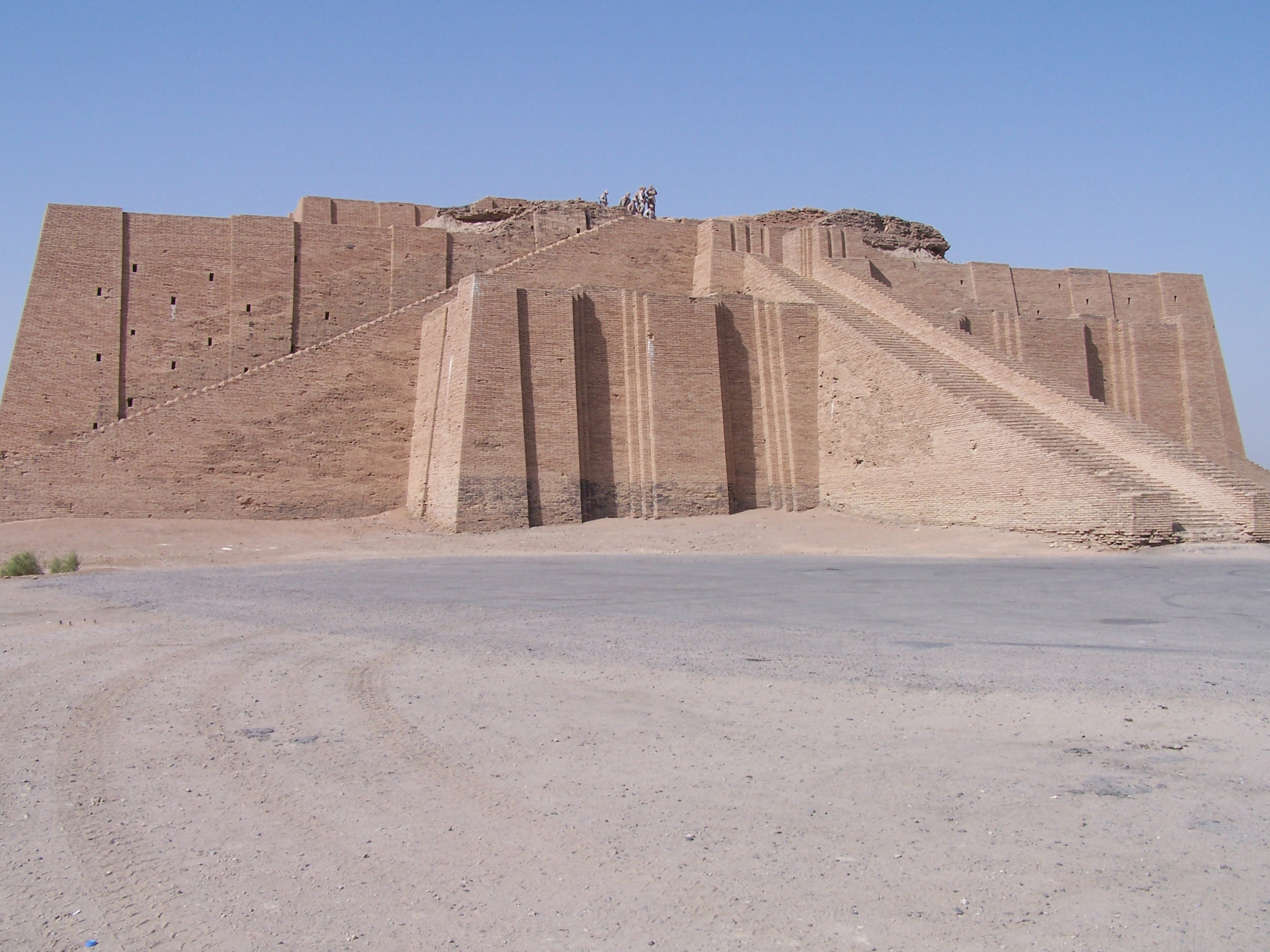